# Église Santa Maria del Rifugio
L'église Santa Maria del Rifugio (Sainte-Marie-du-Refuge) est une église du centre historique de Naples située via dei Tribunali dans le quartier San Lorenzo, à peu de distance de l'église Santa Maria della Pace et de l'église San Tommaso a Capuana.

## Histoire

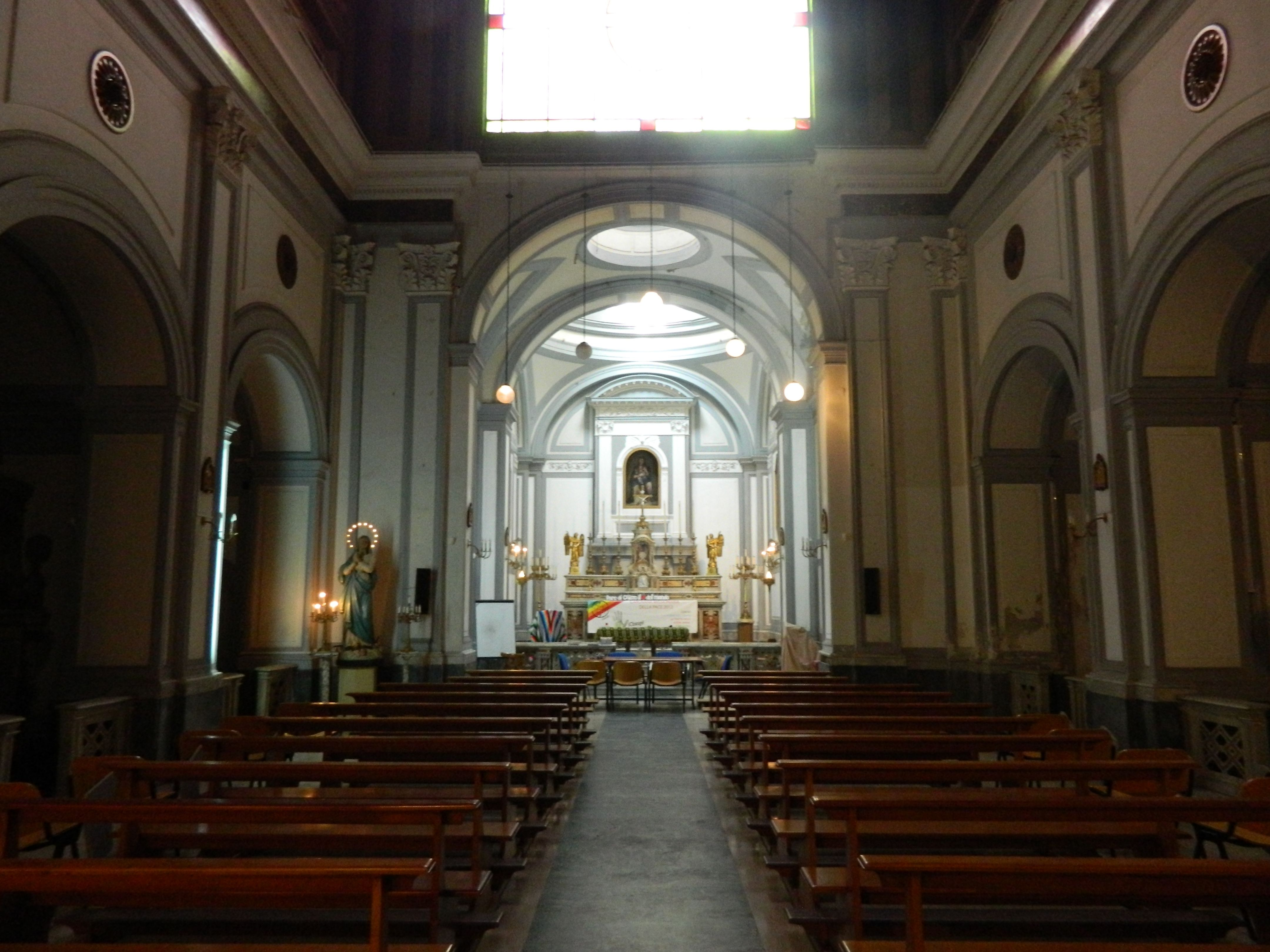
Intérieur de l'église.

C'est d'abord en 1480 qu'est érigé le palais des Orsini, comtes de Nole. Le Père Alessandro Boria l'achète en 1585 et transforme la demeure nobiliaire en maison d'éducation pour jeunes filles nécessiteuses, appelée dès lors le « Refuge ». Le portail d'honneur est d'origine, mais tout l'intérieur est reconstruit au XVIe siècle, avec des ajouts dans les siècles qui suivent. Il en est ainsi de la fenêtre baroque au-dessus du portail, polylobée et écrasée. Le portail de la fin du XVe siècle présente un arc triomphal flanqué de semi-colonnes composites et surmonté d'une frise.
À l'intérieur, on remarque des tableaux d'anges et des tableaux de Francesco de Mura, Domenico Viola, Bernardino Fera (it), des sculptures de Pietro et Bartolomeo Ghetti (it), Lorenzo Vaccaro et Giacomo Colombo (it). Les riches autels de marbres polychromes sont signés Pietro Cimafonte, Biase Zizza et Niccolò Tagliacozzi Canale. L'église était également appelée l'église des Magistrats qui venaient y prier. On remarque des bustes d'illustres magistrats.
Après de longues années de restauration, l'église a rouvert ses portes en septembre 2010.

## Source de la traduction
- (it) Cet article est partiellement ou en totalité issu de l’article de Wikipédia en italien intitulé « Chiesa di Santa Maria del Rifugio » (voir la liste des auteurs).